# المليارية

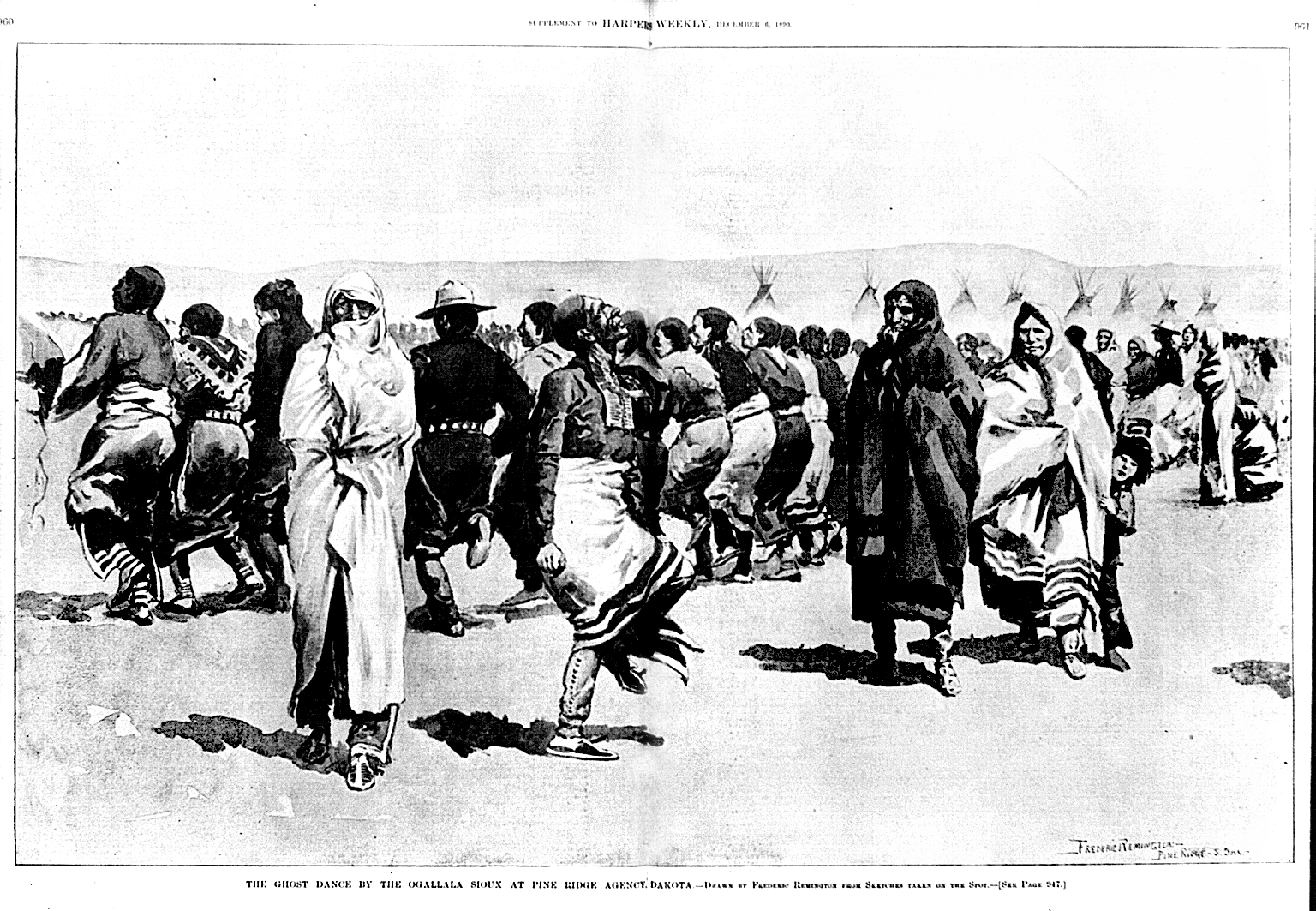

المليارية من أصل لاتيني: mīllēnārius تعني «تحتوي ألفاً» هي إيمان ديني أو اجتماعي بأن هنالك تغيير اجتماعي كبير سيحدث في المستقبل، وقد تكون المليارية حركة أو مجموعة سياسية أيضاً.
المليارية هي مفهوم أو ثمة موجودة في العديد من الثقافات والأديان.

## الملياريةالمسيحية
فئة خاصة من المسيحة التي تعتمد على نصوص في العهد الجديد لتشدد بإيمانها القطعي بنهاية الحياة وقيام القيامة الموعودة خلال ألف سنة أو أكثر بقليل .